# Томислав Шокота
Томислав „Томо“ Шокота е бивш хърватски футболист, нападател. Най-известен с изявите си за отборите на Динамо (Загреб) и Бенфика. Има 8 мача и 2 гола за националния отбор на Хърватия, с който участва на Евро 2004.

## Клубна кариера
Започва кариерата си тима на НК Самобор, като помага на тима да спечели местната Западна Втора лига. Шокота отбелязва 11 гола в 24 срещи и с това привлича вниманието на Динамо (Загреб), с който подписва на следващия сезон. С Динамо печели три титли на Хърватия и 2 купи на страната. В два поредни сезона става голмайстор на Първа лига - през 1999/00 с 21 гола и през 2000/01 с 20 попадения. Отборът достига на два пъти и груповата фаза на Шампионската лига.
През 2001 г. по покана на Жезуалдо Ферейра преминава в португалския Бенфика за 500 000 евро, изплатени на 2 транша Подписва договор за 4 години, като предпочита лисабонския клуб пред френския Нант и ФК Порто. През първия си сезон изиграва едва 7 срещи, в които вкарва 2 гола. Поради честите си контузии Шокота не успява да се разкрие докрай и за 4 сезона изиграва само 60 мача. След силен сезон 2003/04 помага на „орлите“ да спечелят Купата на Португалия и става голмайстор на турнира. В шампионата вкарва 11 гола в 29 срещи, което е и най-силният му сезон в Лига Сагреш.
В края на 2004 г. отказва да поднови договора си с клуба, за което е пратен да доиграе сезона в дублиращия отбор. Впоследствие Бенфика става шампион на страната, а през лятото на 2005 г. Шокота преминава в Порто със свободен трансфер. Травмите обаче пречат на хърватина да играе редовно и за два сезона той записва едва 3 срещи за „драконите“, претърпявайки 4 тежки операции.
През март 2007 г. се завръща в Динамо Загреб, като печели още две титли и две купи на Хърватия. След това играе по един сезон в белгийския Локерен и словенския Олимпия (Любляна).

## Национален отбор
Има мачове за всички национални гарнитури на Хърватия. След силни мачове с Бенфика е повикан в мъжкия национален отбор, като вкарва 2 гола в 8 срещи - в контроли срещу Турция и Дания. Участва на Евро 2004, където играе във всички 3 мача от груповия етап.

## Успехи

### Клубни
- Хърватска Първа лига - 1997–98, 1998–99, 1999–2000, 2007–08, 2008–09
- Купа на Хърватия - 2000–01, 2007–08, 2008–09
- Хърватска Втора лига - 1995-96
- Примейра лига - 2004-05, 2005–06, 2006–07
- Купа на Португалия - 2003-04, 2005-06
- Суперкупа на Португалия - 2006

### Индивидуални
- Най-добър млад футболист в Хърватия - 1999
- Голмайстор на Хърватската Първа лига - 2000, 2001
- Голмайстор на Купата на Португалия - 2004